# 225088 Gonggong
225088 Gonggong eller 2007 OR10 är en dvärgplanet i solsystemet av typen SDO. Den upptäcktes av astronomerna Meg Schwamb, Michael Brown och David Rabinowitz vid Palomarobservatoriet i Kalifornien i USA den 17 juli 2007. Michael Brown gav den smeknamnet "Snövit", då den antogs vara mycket ljus. Senare studier pekade dock på att den i stället är röd. Himlakroppen var länge den största kända i solsystemet utan namn, men namnet Gonggong har av upptäckarna föreslagits till IAU Committee for Small-Body Nomenclature vid Internationella astronomiska unionen som fattar det slutgiltiga beslutet. Namnet antogs den 5 februari 2020.

### Fotnoter
1. ↑  ”JPL Small-Body Database Browser (225088) 2007 OR10” (på engelska). Solar System Dynamics. NASA/Jet Propulsion Laboratory. https://ssd.jpl.nasa.gov/sbdb.cgi?sstr=225088. Läst 21 september 2018.
2. 1 2  Minor Planet Center Queries, uppdaterad 5 november 2021.
3. ↑  Emelie Sundberg (juni 2013). ”Vilka är dvärgplaneterna och varför har de så konstiga namn”. Populär Astronomi. http://www.popularastronomi.se/wp-content/uploads/2013/06/2013_2_dvargplaneter.pdf. Läst 3 juli 2015.
4. ↑  https://www.planetary.org/blogs/guest-blogs/2019/or10-vote-results.html
5. ↑  ”M.P.C. 121135” (på engelska) (PDF). Minor Planet Circular. Minor Planet Center. 5 februari 2020. sid. 1065. https://minorplanetcenter.net/iau/ECS/MPCArchive/2020/MPC_20200205.pdf. Läst 22 februari 2020.